# 示差屈折率検出器
示差屈折率検出器（しさくっせつりつけんしゅつき、英: differential refractometer、略称: DRI、またはrefractive index detector、略称: RI、RID）は、溶媒と比較した被分析物の屈折率を測定する検出器である。しばしば高速液体クロマトグラフィーやサイズ排除クロマトグラフィーのための検出器として使用される。溶媒と異なる屈折率を持つどんな物質も検出できるため万能な検出器と考えられているが、感度は低い。

## 動作原理
光がある物質を離れ、別の物質に入射する時、光は曲がる（屈折する）。物質の屈折率は光が入射した時にどれほど曲がったかの指標である。示差屈折計は2つの部分からなるフローセルを含む。一つはサンプル用、もう一つは参照溶媒用である。検出器は両方の屈折率を測定する。溶媒のみがサンプル側を通過した時は、両側の測定された屈折率は同じであるが、被分析物がフローセルを通過した時は、2つの測定された屈折率は異なる。この差はクロマトグラムにおけるピークとして現われる。

## 応用
示差屈折率検出器はサイズ排除クロマトグラフィーでのポリマーの分析のためにしばしば使用される。